# Vatierville
Vatierville ist eine französische Gemeinde mit 130 Einwohnern (Stand: 1. Januar 2022) im Département Seine-Maritime in der Region Normandie. Sie gehört zum Arrondissement Dieppe, zum Kanton Neufchâtel-en-Bray und ist Mitglied des Kommunalverbands Communauté Bray-Eawy. Die Bewohner werden Vatiervillais und Vatiervillaises genannt.

## Geographie
Vatierville ist ein Bauerndorf östlich des Zentrums des Départements an der Eaulne im Naturraum Pays de Bray. Es liegt etwa 49 Kilometer nordöstlich von Rouen und etwa 35 Kilometer südöstlich von Dieppe. Die Eaulne durchquert das südliche Gemeindegebiet.

### Nachbargemeinden
|          | Callengeville            | Villers-sous-Foucarmont |
| Fesques  | Kompass                  |                         |
| Ménonval | Saint-Germain-sur-Eaulne |                         |

## Bevölkerungsentwicklung
Die Bevölkerungsanzahl ist durch Volkszählungen seit 1793 bekannt. Die Einwohnerzahlen bis 2005 werden auf der Website der École des Hautes Études en Sciences Sociales veröffentlicht.
| Jahr | Bevölkerungsanzahl |
| ---- | ------------------ |
| 1962 | 134                |
| 1968 | 128                |
| 1975 | 128                |
| 1982 | 112                |
| 1990 | 95                 |
| 1999 | 105                |
| 2006 | 109                |
| 2015 | 129                |

## Sehenswürdigkeiten
- Kirche Saint-Pierre mit Ursprüngen aus dem 11. und 12. Jahrhundert